# Grodzki Młyn
Grodzki Młyn (deutsch Burgmühle) ist ein kleiner Ort in der polnischen Woiwodschaft Ermland-Masuren und gehört zur Gmina Reszel (Stadt- und Landgemeinde Rößel) im Powiat Kętrzyński (Kreis Rastenburg).

## Geographische Lage
Grodzki Młyn liegt in der nördlichen Mitte der Woiwodschaft Ermland-Masuren an der südwestlichen Stadtgrenze von Reszel (deutsch Rößel), 17 Kilometer südwestlich der Kreisstadt Kętrzyn (Rastenburg).

## Geschichte
Der 1656 erstmals erwähnte kleine Ort Burgmühle bestand neben einer Mühle und einer Ziegelei aus ein paar Höfen. Bis 1945 war er ein Wohnplatz in der Gemeinde Groß Mönsdorf (polnisch Mnichowo) im Kreis Rößel innerhalb der preußischen Provinz Ostpreußen. 1885 zählte Burgmühle 20, 1900 schon 56 Einwohner.
In Kriegsfolge kam Burgmühle 1945 mit dem gesamten südlichen Ostpreußen zu Polen und erhielt die polnische Namensform „Grodzki Młyn“. Heute ist es eine Ortschaft innerhalb der Stadt- und Landgemeinde Reszel (Rößel) im Powiat Kętrzyński (Kreis Rastenburg), bis 1998 der Woiwodschaft Olsztyn, seither der Woiwodschaft Ermland-Masuren zugehörig.

## Kirche
Burgmühle war bis 1945 in die evangelische Kirche Rößel in der Kirchenprovinz Ostpreußen der Kirche der Altpreußischen Union sowie in die katholische St.-Peter-und-Paul-Kirche Rößel im damaligen Bistum Ermland eingepfarrt.
Heute gehört Grodzki Młyn katholischerseits weiterhin zur Pfarrkirche in Reszel, die nun zum Erzbistum Ermland gehört. Evangelischerseits ist der Ort jetzt zur Johanneskirche in Kętrzyn orientiert. Sie ist der Diözese Masuren der Evangelisch-Augsburgischen Kirche in Polen zugeordnet.

## Verkehr
Grodzki Młyn liegt an einer Nebenstraße, die das Dorf Mnichowo (deutsch Groß Mönsdorf) mit der Stadt Reszel (Rößel) verbindet. Eine Anbindung an den Schienenverkehr existiert nicht.